# 東都専門学校 (旧制)
| 東都専門学校 | 東都専門学校   |
| ------------ | -------------- |
| 創立         | 1946年         |
| 所在地       | 東京都世田谷区 |
| 初代校長     |                |
| 廃止         |                |
| 後身校       |                |
| 同窓会       |                |

東都専門学校（とうとせんもんがっこう）は、東京都台東区にあった旧制専門学校。

## 概要
- 所在地：東京都世田谷区玉川奥沢町（開校時）[2]→東京都世田谷区烏山町（1947年（昭和22年）6月1日より）[3]→東京都台東区浅草花川戸（1954年当時[1]）
- 1946年（昭和21年）3月1日設置認可、4月開校[2]。廃止年不詳。

## 設置学科
- 経済（男38、女12）、国文（女8）、食品工学（男48、女3）の3つがあった[1]。

## 沿革
1946年（昭和21年）、財団法人日吉学園により専門学校令に基づく日吉学園女子専門学校（3年制・経済科）として設置され、1948年（昭和23年）に東都専門学校へ改名した。
なお、日吉学園は1943年（昭和18年）に実業学校の日吉学園女子商業学校を設置・開校しており、そちらは学制改革で新制の日吉学園中学校・高等学校となった後の1950年（昭和25年）に日本神の教会連盟が経営するミッションスクールの玉川聖学院中等部・高等部に改まり、現在に至っている。